# Вино, Жильбер Жюлиан
Жильбер Жюльян Вино (фр. Gilbert Julian Vinot; 1772—1838) — французский военный деятель, бригадный генерал (1813 год), шевалье (1810 год), участник революционных и наполеоновских войн.

## Биография
Родился в семье парламентского адвоката. В 1792 году бросил обучение в Колледже Людовика Великого, и записался в армию. Отказался от офицерского звания, и служил простым гренадером в 1-м батальоне Парижа. Сражался в составе Северной армии. Затем в качестве фурьера перевёлся в 26-й кавалерийский полк. 24 декабря 1793 года дослужился до звания младшего лейтенанта. 8 февраля 1795 года продолжил службу в 22-м конно-егерском полку. В составе данного подразделения сражался в кампаниях Бонапарта в Италии в 1796-97 годах, в Египте и Сирии в 1798—1801 годах, в Австрии в 1805 году, в Пруссии и Польше в 1806-07 годах.
19 ноября 1799 года – лейтенант. 12 февраля 1800 года – капитан (утверждён в звании 30 августа 1802 года). 7 августа 1801 года был ранен при обороне Александрии.
9 июня 1807 года в сражении при Гуттштадте заменил раненого полковника, храброго Бордесуля, во главе полка, и своими блестящими манёврами и атаками при Гейльсберге и Фридланде заслужил похвалы Мюрата, Лассаля и Дюронеля. За день до перемирия, он покрыл себя славой в кавалерийском бою у Ванаглаукена, где во главе 120 егерей смело сразился с численно превосходящими его казаками.
С 1808 года сражался в Испании. Временно возглавил полк после гибели полковника Жан-Батиста Пьетон-Премале в сражении при Медина-дель-Рио-Секо 14 июля 1808 года, где Вино также был ранен. 28 августа 1808 года произведён в полковники, и 16 марта 1809 года назначен командиром 2-го гусарского. Продолжил службу на Пиренеях. Был губернатором Ронды. 3 марта 1813 года получил звание бригадного генерала. Был ранен в сражении при Витории. С 16 июля 1813 года 1-й бригадой 1-й дивизии лёгкой кавалерии Армии Пиренеев.
Во время «Ста дней» присоединился к Императору и принимал участие в Бельгийской кампании. Командовал 2-й бригадой в 3-й кавалерийской дивизии генерала Домона, отличился в сражениях при Линьи и Ватерлоо. В 1815 году вышел в отставку.

## Титулы
- Шевалье Вино и Империи (фр. chevalier Vinot et de l'Empire; патент подтверждён 6 октября 1810 года)[1].

## Награды
Легионер ордена Почётного легиона (14 июня 1804 года)
 Офицер ордена Почётного легиона (10 сентября 1807 года)
 Коммандан ордена Почётного легиона (20 мая 1811 года)
 Кавалер военного ордена Святого Людовика (1814 год)